# Olimp Szczecin
Szczeciński Bokserski Klub Sportowy „Olimp” – klub sportów walki z siedzibą w Szczecinie, działający od 1 grudnia 2003 roku. Historia klubu sięga wcześniejszego okresu, gdy funkcjonował pod nazwą UKS Odra.
Od początku istnienia trenerami klubu są Edward Król i Radosław Król, a od 2007 roku także Tomasz Król. Klub zrzesza około 30 zawodników, uczestniczących w krajowych i regionalnych zawodach bokserskich.
SBKS „Olimp” odnosił znaczące sukcesy, m.in. zwyciężył w klasyfikacji Międzywojewódzkich Mistrzostw Młodzików w boksie w 2005 roku. Obecnie klub plasuje się na osiemdziesiątym pierwszym miejscu w klasyfikacji ogólnopolskiej polskich klubów bokserskich.

## Sukcesy
- Międzywojewódzkie Mistrzostw Młodzików (2005)[1]
- Medal Młodzieżowych Mistrzostw Polski (2011, kat. 52kg)[3]
- 4 Medale Młodzieżowych Mistrzostw Polski (2011, kat. 60, 81, 91, 91+ kg)[3]
- Medal za zasługi w promowaniu Ruchu Olimpijskiego[4]